# Флорида Пентърс
„Флодида Пентърс“ е отбор от НХЛ, основан в гр. Сънрайз, щата Флорида, САЩ.
Състезава се в Източната конференция, Югоизточна дивизия.

## Факти
Основан: 1993
Арена: Банк Атлантик Център
Предишни арени: Маями Арена (1993 – 1998);
Финалисти за купа Стенли: 1 пъти -сезон 1995/96 – загубен
Талисман: Пантерата Стенли